# 404

## Събития
- 1 януари – Състои се последният известен гладиаторски бой в Рим.